# Ewa Nowicka-Rusek
Ewa Lidia Nowicka-Rusek (ur. 1943) – profesor antropologii społecznej na Uniwersytecie Warszawskim (kierownik Zakładu Antropologii Społecznej Instytutu Socjologii) oraz w Szkole Wyższej Psychologii Społecznej. W latach 1995–1998 przewodnicząca Sekcji Antropologii Społecznej Polskiego Towarzystwa Socjologicznego. 
W 1965 roku została magistrem socjologii, w 1969 roku doktorem, w 1978 roku doktorem habilitowanym, a w 1993 – profesorem na Wydziale Filozofii i Socjologii UW.
Badaczka między innymi religijności, mniejszości narodowych i etnicznych – Romów w Polsce, grup migranckich – Wietnamczyków mieszkających w Polsce i greckich repariantow z Polski oraz rdzennych ludów Syberii – Buriatów, Jakutów, Koriaków. Beneficjentka subsydium profesorskiego Fundacji Nauki Polskiej.
Prowadziła badania terenowe w Europie, na Syberii, w Mongolii i w Chinach.
Do jej zainteresowań naukowych należą współczesne teorie antropologiczne, mniejszości narodowe i etniczne w Polsce i w Europie, imigranci i imigracja, rdzenne narody Syberii, społeczny i psychologiczny aspekt migracji powrotnych, małe narody na Syberii i w Europie. W ramach tej ostatniej dziedziny prowadzi grant na temat Wołochów na Bałkanach.
Wśród wypromowanych przez nią doktorów znaleźli się: Mariusz Granosik (2000), Jacek Kochanowski (2003), Małgorzata Głowacka-Grajper (2004).
23 sierpnia 1980 roku dołączyła do apelu 64 uczonych, pisarzy i publicystów do władz komunistycznych o podjęcie dialogu ze strajkującymi robotnikami.
W 2007 dwumiesięcznik „Integracja” wydawany przez Stowarzyszenie Przyjaciół Integracji przyznał jej tytuł „Człowieka bez barier”. W tym samym roku została odznaczona Złotym Krzyżem Zasługi.

## Wybrane publikacje
- Hermes, Odyseusz i greckie powroty do ojczyzny, Zakład Wydawniczy Nomos, Kraków 2008.
- Świat człowieka – świat kultury, Warszawa 2006, PWN.
- U nas dole i niedole. Sytuacja Romów w Polsce, Kraków 2000, Zakład Wydawniczy Nomos.
- Polacy czy cudzoziemcy. Polacy za wschodnią granicą, Kraków 2000, Zakład Wydawniczy Nomos.